# 安芸長浜駅
安芸長浜駅（あきながはまえき）は、広島県竹原市忠海長浜一丁目にある、西日本旅客鉄道（JR西日本）呉線の駅である。駅番号はJR-Y27。
電源開発竹原火力発電所への最寄駅として新設された。

## 歴史
- 1994年（平成6年）10月1日：呉線忠海駅 - 大乗駅間に新設[2]。北陸本線長浜駅との区別から安芸が付く。
- 1995年（平成7年）10月1日：管轄が広島支社直轄（三原管理駅）から三原地域鉄道部に変更[3]。
- 2006年（平成18年）3月18日：ダイヤ改正に伴い、臨時快速「瀬戸内マリンビュー」の停車駅となる。
- 2007年（平成19年）
  - 8月：ICOCA専用改札機（カードリーダー）設置。
  - 9月1日：ICカード「ICOCA」が利用可能となる。
- 2010年（平成22年）
  - 7月14日：平成22年7月豪雨に伴い、呉線内で複数土砂崩れが発生。三原駅 - 呉駅間が不通となる[4]。
  - 7月20日：三原駅 - 竹原駅間運行再開[5][6]。
- 2011年（平成23年）3月12日：ダイヤ改正に伴い、臨時快速「瀬戸内マリンビュー」の通過駅に戻る[7]。
- 2016年（平成28年）
  - 6月22日：平成28年梅雨前線豪雨により安登駅 - 安芸川尻駅間で土砂崩れが発生し、三原駅 - 広駅間が不通となる[8]。
  - 6月27日：三原駅 - 安浦駅間で運転再開[8]。
- 2018年（平成30年）
  - 6月1日：三原地域鉄道部廃止に伴い、三原駅の被管理駅となる[9]。
  - 7月5日：平成30年7月豪雨に伴い、不通となる[10]。
  - 12月15日：三原駅 - 安浦駅間復旧に伴い、営業再開[11]。

## 駅構造
呉方面に向かって右側に単式ホーム1面1線を有する地上駅（停留所）。
無人駅。自動改札機は無いが、ICOCAが利用可能駅（相互利用可能ICカードはICOCAの項を参照）で、ICカードは専用カードリーダーで処理される。駅舎は電源開発敷地内にあり、コンクリート製でトイレがある。駅舎外部に跨線橋がある。

## 利用状況
1日平均乗車人員の推移は以下の通り。
| 年度                | 1日平均 乗車人員 | 出典   |
| ------------------- | ---------------- | ------ |
| 1994年（平成06年）  | 116              | [ 12 ] |
| 1995年（平成07年）  | 239              | [ 12 ] |
| 1996年（平成08年）  |                  |        |
| 1997年（平成09年）  |                  |        |
| 1998年（平成10年）  | 160              | [ 13 ] |
| 1999年（平成11年）  |                  |        |
| 2000年（平成12年）  |                  |        |
| 2001年（平成13年）  |                  |        |
| 2002年（平成14年）  | 114              | [ 14 ] |
| 2003年（平成15年）  |                  |        |
| 2004年（平成16年）  |                  |        |
| 2005年（平成17年）  |                  |        |
| 2006年（平成18年）  |                  |        |
| 2007年（平成19年）  |                  |        |
| 2008年（平成20年）  |                  |        |
| 2009年（平成21年）  |                  |        |
| 2010年（平成22年）  |                  |        |
| 2011年（平成23年）  | 125              | [ 15 ] |
| 2012年（平成24年）  | 122              | [ 15 ] |
| 2013年（平成25年）  | 115              | [ 15 ] |
| 2014年（平成26年）  | 132              | [ 15 ] |
| 2015年（平成27年）  | 122              | [ 16 ] |
| 2016年（平成28年）  | 119              | [ 16 ] |
| 2017年（平成29年）  | 166              | [ 15 ] |
| 2018年（平成30年）  | 168              | [ 15 ] |
| 2019年（令和 元年） | 280              | [ 15 ] |
| 2020年（令和02年）  | 135              | [ 17 ] |
| 2021年（令和03年）  | 103              | [ 18 ] |
| 2022年（令和04年）  | 84               | [ 19 ] |
| 2023年（令和05年）  | 80               | [ 20 ] |

当駅は、呉線の駅では須波駅に次いで乗車人員が少ない。

## 駅周辺

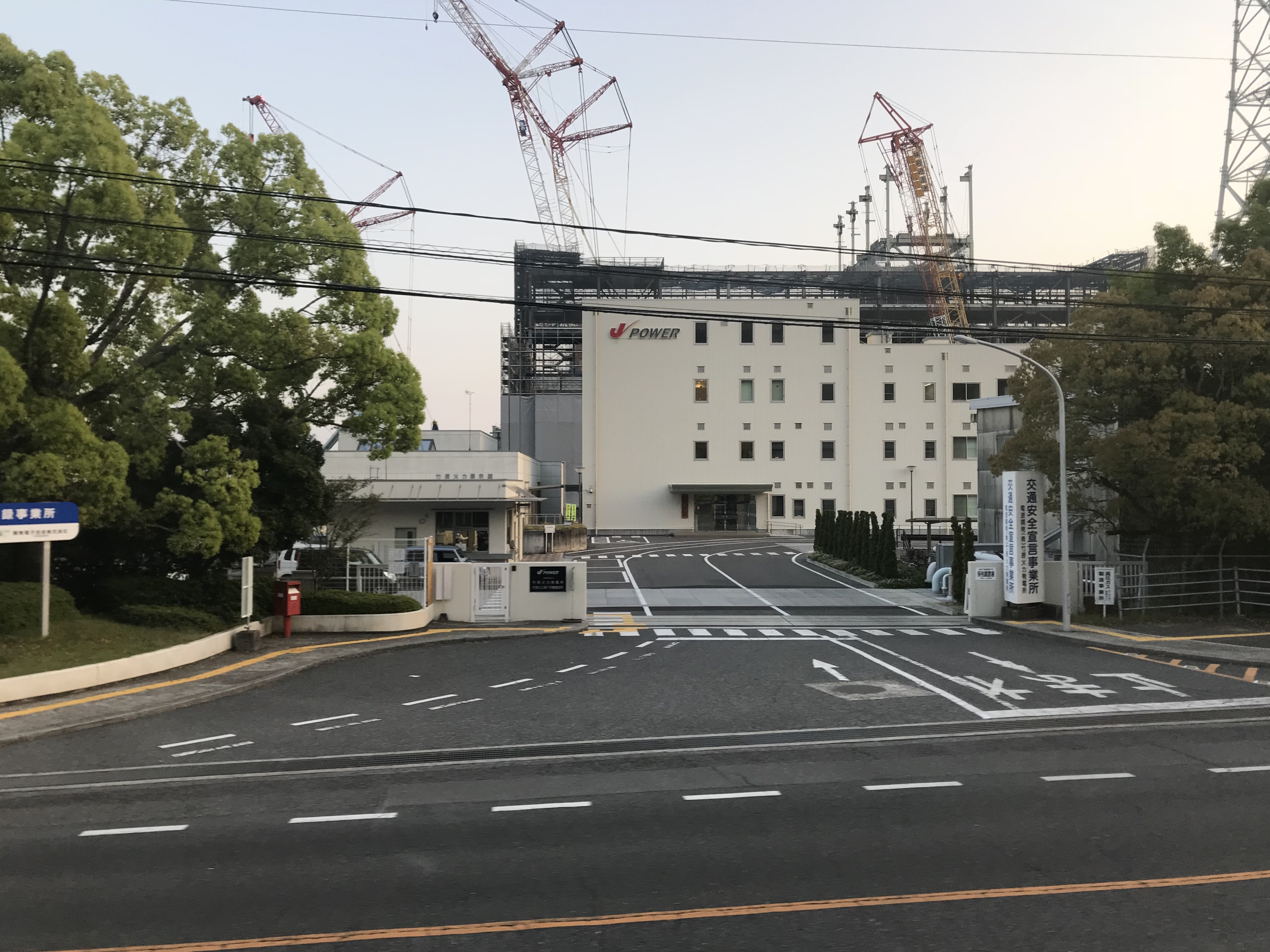
竹原火力発電所 正門

- 竹原火力発電所：駅とは跨線橋で直結している[1]。
- 国道185号
- 芸陽バス「安芸長浜駅」停留所：「かぐや姫号」が経由する。

## その他
- ICOCAの使用履歴について、当駅は「アキ長浜」と表記されている。
- 松山刑務所大井造船作業場脱獄事件 (2018年)で、容疑者はここから電車に乗り、広島駅へ向かった[21]。

## 隣の駅
西日本旅客鉄道（JR西日本）
 呉線
忠海駅 (JR-Y28) - 安芸長浜駅 (JR-Y27) - 大乗駅 (JR-Y26)